# La Femme libre
Pour les articles homonymes, voir Une femme libre (homonymie).
La Femme libre, est le premier titre de la brochure fondée en 1832 par Marie-Reine Guindorf et Jeanne-Désirée Véret. Il s'agit du premier journal féministe français, réalisé et publié uniquement par des femmes.

## Historique

### Document publicitaire
Un prospectus, titré La Femme libre, annonce une première parution prévue le 15 août 1832. Il souligne l'originalité de cette publication en indiquant : rédigée et publiée par des femmes, et en ne mettant que les prénoms d'une fondatrice et d'une directrice.

« Cette petite brochure, rédigée et publiée par des femmes, paraîtra, plusieurs fois par mois à jours indéterminés. Prix : 15 centimes. On souscrit d'avance pour un ou plusieurs numéros, en échange d'un ou plusieurs bons remis au porteur lors du reçu de la brochure portée à domicile. S'adresser tous les jours (excepté le dimanche), de midi à quatre heures, rue du Caire, n° 17, à l'entresol. Jeanne-Désirée, Fondatrice. Marie-Reine, Directrice. La première livraison, formant spécimen, paraîtra le 15 août. (Gallica) »

Les prénoms apparaissant sur ce document publicitaire sont attribués à deux jeunes femmes récemment militantes actives au sein du Collège ouvrier du mouvement saint-simonien : l'ouvrière modiste de 22 ans Jeanne-Désirée Véret et l'ouvrière lingère de 20 ans Marie-Reine Guindorf.

### Premier numéro, un Appel aux femmes
Le premier numéro titré La Femme libre porte le sous titre Apostolat des femmes. Il ne comporte pas de date de parution, et annonce un second numéro à paraître le 25 août. Il est composé de huit pages, y compris la couverture. On y trouve un seul article, titré Appel aux femmes, organisé en trois parties, chacune signée d'un prénom. Ci-dessous trois extraits, comportant les premières lignes de chaque partie :

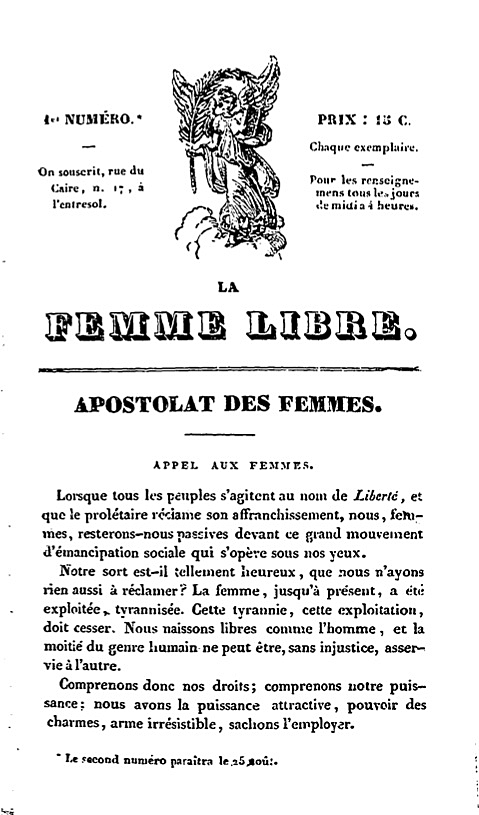
La Femme libre n° 1, 1832.

La première signature, Jeanne-Victoire, est attribuée à une ouvrière lingère devenue institutrice, Jeanne-Victoire Deroin :

« Lorsque tous les peuples s'agitent au nom de Liberté, et que le prolétaire réclame son affranchissement, nous, femmes, resterons-nous passives devant ce grand mouvement d'émancipation sociale qui s'opère sous nos yeux ? Notre sort est-il tellement heureux, que nous n'ayons rien aussi à réclamer ? La femme, jusqu'à présent, a été exploitée, tyrannisée. Cette tyrannie, cette exploitation, doivent cesser. Nous naissons libres comme l'homme, et la moitié du genre humain ne peut être, sans injustice, asservie à l'autre. Comprenons donc nos droits ; comprenons notre puissance ; nous avons la puissance attractive, pouvoir des charmes, arme irrésistible : sachons l'employer. Refusons pour époux tout homme qui n'est pas assez généreux pour consentir à partager son pouvoir ; nous ne voulons plus de cette formule, « Femme, soyez soumise à votre mari ! » Nous voulons le mariage selon l'égalité... Plutôt le célibat que l'esclavage! (...) Jeanne-Victoire. (Gallica) »

Après avoir plaidé la place de la femme, elle va faire le lien avec le mouvement saint-simonien et Prosper Enfantin « Nous sommes libres et égales à l'homme ; un homme puissant et juste l'a proclamé, et il est compris de beaucoup qui le suivent. » Elle termine par un appel aux « Femmes de la classe privilégiée ; vous qui êtes jeunes, riches et belles » et aux « Femmes de toutes les classes, vous avez une action puissante à exercer ».
Nous retrouvons ensuite les deux fondatrices Jeanne-Désirée Véret et Marie-Reine Guindorf.

« Les Femmes, jusqu'à présent, ont été esclaves soumises, ou esclaves révoltées, jamais libres. Les premières pliées à ce naturel de convention qui fait la base de notre éducation, sont esclaves des préjugés sociaux, mais se trouvent protégées par ces mêmes préjugés auxquels se soumettent contre tout despotisme individuel. Les secondes, au contraire, affranchies des entraves de l'opinion générale, ne pouvant invoquer l'égide de cette opinion qu'elles dédaignent, tombent sous la dépendance personnelles des hommes qui, n'étant pas reliés par une morale unitaire, n'ont d'autre sanction à leurs principes et à leurs jugements isolés que celle du caprice ou du bon plaisir. (...) Jeanne-Désirée. (Gallica) »

« Cette publication n'est pas une spéculation, c'est une œuvre d'apostolat pour la liberté et l'association des femmes. Ayant senti profondément l'esclavage et la nullité qui pèsent sur notre sexe. Nous élevons la voix pour appeler les femmes à venir avec nous, réclamer la place que nous devons occuper dans le temple, dans l'état, et dans la famille. Notre but est l'association. Les femmes n'ayant eu jusqu'ici aucune organisation qui leur permît de se livrer à quelque chose de grand, n'ont pu s'occuper que de petites choses individuelles qui les ont laissées dans l'isolement. (...)
Nous sommes saint-simoniennes, et c'est précisément pour cela que nous n'avons pas cet esprit exclusif qui repousse tout ce qui n'est pas soi. (...)
Nous parlerons morale, politique, industrie, littérature, modes, non point selon l'opinion et la règle reçues ; mais selon notre cœur. Nous tiendrons moins à la science et à l'élégance du style, qu'à la franchise des pensées. Car ce que nous voulons avant tout, c'est que les femmes se débarrassent de leur état de gêne et de contrainte où les tient la société, et qu'elles osent dire dans toute la sincérité de leur cœur, ce qu'elles pressentent, ce qu'elles veulent pour l'avenir. (...) Marie-Reine. (Gallica) »

Pour terminer ce premier numéro de La Femme Libre, un post-scriptum, précise le caractère exclusivement féminin de la brochure en excluant la possibilité d'un article écrit par un homme.

« P.S. Nous n'insérerons que les articles de femmes. Nous invitons celles qui voudront écrire dans cette brochure, à s'adresser à Marie-Reine, directrice, rue du Caire, n° 17, de midi à 4 heures, tous les jours excepté le dimanche. Nous recevrons aussi les lettres particulières relatives aux questions qui seront traitées dans nos publications. (Affranchir les lettres). Jeanne-Désirée, Fondatrice, Marie-Reine, Directrice. Paris. - Imprimerie de Auguste Auffray, passage du Caire, n° 54. (Gallica) »

### Chronologie des titres
Cette petite brochure féministe, pionnière de la presse féminine, va rapidement évoluer et poursuivre sa publication jusqu'en 1834. Trente-et-un numéros vont être publiés.
- La Femme libre (1832-1832) le n° 1 est le seul publié avec ce titre.
- La Femme nouvelle
- L'Apostolat des femmes
- La Tribune des femmes

### Liste des journalistes participantes
- Marie-Reine Guindorf
- Jeanne-Désirée Véret
- Jeanne-Victoire Deroin

## Archives
La bibliothèque Marguerite-Durand (13e arrondissement de Paris) en conserve des numéros.